# スカゲラック (特設敷設艦)
スカゲラック（Skagerrak）は、ドイツの敷設艦。

## 解説
元は1940年5月に接収されたノルウェー船。1940年8月就役。1944年1月、爆撃により戦没。
1281総トン、全長70.7メートル、速力18ノット。